# Яктансола
Яктансо́ла (рос. Яктансола, марій. Яктансола) — присілок у складі Гірськомарійського району Марій Ел, Росія. Входить до складу Мікряковського сільського поселення.
Стара назва — Яктан-Сола.

## Населення
Населення — 82 особи (2010; 101 у 2002).
Національний склад (станом на 2002 рік):
- марі — 95 %